# Megalonitis bohemani
Megalonitis bohemani er en billeart som blev beskrevet af Johan Wilhelm van Lansberge i 1875. Megalonitis bohemani indgår i slægten Megalonitis, og familien torbister. Ingen underarter kendes. Arten findes i den afrotropiske økozone, nærmere bestemt i Botswana og Namibia.